# Wodo Puppenspiel
Das Wodo Puppenspiel ist ein 1983 gegründetes Puppentheater in Mülheim an der Ruhr. Jährlich werden vom Wodo Puppenspiel etwa 50 Vorstellungen in der für Kinder und Erwachsene gestalteten Kleinkunstbühne im Ringlokschuppen Mülheim und 150 bis 200 Vorstellungen auf Tournee in Deutschland aufgeführt.

## Geschichte
Das Wodo Puppenspiel ist nach den Gründern Wolfgang Kaup-Wellfonder und Dorothee Wellfonder benannt. Beide sind Sozialpädagogen mit dem Schwerpunkt Kinder- und Jugendarbeit. Wodo Puppenspiel inszeniert aktuelle Kinderliteratur, aber auch Kinderklassiker und nimmt sich gesellschaftlicher Themen an. Das Spektrum der Themen umfasst unter anderem Gleichberechtigung von Frau und Mann, Gleichberechtigung von Deutschen und Ausländern, Kinderrechte, Kinderstärken, Gesundheitsvorsorge und Lesefreude. Dabei sollen die Theaterstücke nicht nur die Kinder, sondern auch die Eltern, Großeltern und Pädagogen ansprechen. Je nach Thematik werden unterschiedliche Figuren wie Marionetten, Handpuppen und Tischfiguren eingesetzt. Das Mitmachen während der Aufführungen und das Gespräch mit den Zuschauern gehört zum Konzept des Theaters. 
Die Marionetten-Inszenierung Pippi Langstrumpf war 1986 weltweit das erste Figurenspiel dieses Klassikers. Astrid Lindgren sagte dazu: Es kann also gut sein, dass sie die ersten in der Welt sind.
Wodo Puppenspiel engagiert sich im Verband der Deutschen Puppentheater und im Fonds Darstellende Künste. Seit 1988 wird das Wodo Puppenspiel von einem Förderverein unterstützt. Mit dem Förderverein realisierte Wodo Puppenspiel mit Hilfe der ehemaligen Oberbürgermeisterin der Stadt Mülheim an der Ruhr Eleonore Güllenstern und der Nordrhein-Westfalen-Stiftung 1990 die erste Mülheimer Puppentheaterwoche. Weitere 15 Kleinkunst-Festivals wurden hauptseitig von der Leonhard-Stinnes-Stiftung finanziert.  Im Jahr 2000 ließ Kaup-Wellfonder Wodo Puppenspiel, Mülheimer Figurentheater als Wort-Bildmarke schützen.

## Repertoire
Die folgende Liste enthält eine Auswahl der Figurentheaterstücke und den Ort ihrer Premiere:
- Pippi Langstrumpf, Premiere am 1. März 1986, Stadthalle Mülheim an der Ruhr
- Tante Nudel, Onkel Ruhe und Herr Schlau, Premiere am 30. März 1989, Ateliertheater MH
- Wir warten auf den Weihnachtsmann, Premiere am 24. November 1991, Ateliertheater MH
- Selim und Susanne, Premiere am 28. Juni 1992, Ateliertheater MH
- Pünktchen und Anton, Premiere am 10. Mai 1995, Stadthalle MH
- Die Bremer Stadtmusikanten, Premiere am 14. Dezember 1995, Stadthalle MH
- Briefe von Felix, Premiere am 10. März 1999, Stadthalle MH
- Neue Punkte für das Sams, Premiere am 22. März 2000, Stadthalle MH (bis 2005)
- Die neugierige kleine Hexe, Premiere am 19. März 2002, Stadthalle MH, Wiederaufnahme Mai 2016
- Hexe Lilli zaubert Hausaufgaben, Premiere am 29. September 2002, Zirkuszelt GEG Saarn
- Prima und Klima oder: Lasst uns das Klima retten, Premiere am 25. Jan. 2004, Ringlokschuppen MH
- Lauras Stern, Premiere am 27. November 2005, Ringlokschuppen, Wiederaufnahme: März 2016
- Vier Fußballfreunde, Premiere am 5. Juni 2006, Ringlokschuppen
- Rasmus und der Landstreicher, Premiere am 25. Nov. 2006, Ringlokschuppen
- Der kleine Eisbär und der Angsthase, Premiere am 16. August 2008, Ringlokschuppen
- Zirkusshow mit Flummi und Flo, 6. März 2009, Grundschule an der Zunftmeisterstr., Mülheim/R.
- Walk Acts Drehorgel und Marionettenspiel, 4. April 2009, Gärtnerei Knüfelmann, Essen
- Nulli und Priesemut, Premiere am 29. November 2009, Ringlokschuppen
- Mama Muh und die Krähe, Premiere am 27. Februar 2010, Ringlokschuppen
- Conni kommt, Premiere am 27. März 2011, Ringlokschuppen
- Die Olchis: Wenn der Babysitter kommt, Premiere am 8. April 2012, Ringlokschuppen
- Armer Pettersson, Premiere am 24. Februar 2013, Ringlokschuppen
- Amigos – Freunde für immer, Premiere am 27. April 2014, Ringlokschuppen
- Lotta zieht um, Premiere am 7. Juli 2015, Ringlokschuppen
- Finn, der Feuerwehrelch, Premiere am 25. Juni 2017, Ringlokschuppen
- Wie man einen Dino besiegt, Premiere am 14. Oktober 2018, Ringlokschuppen
- Hokuspokus und auch Lieder mit Hamster Mike und Tina, Premiere am 9. April 2019, Heilig Geist MH